# Can Queló (Fortià)
Can Queló o Caló és un edifici del municipi de Fortià (Alt Empordà) inclòs en l'Inventari del Patrimoni Arquitectònic de Catalunya.

## Descripció
Casa cantonera amb dos accessos, un dels quals situat a la plaça de l'església, i l'altre al carrer Major. És una casa que ha patit nombroses modificacions i s'hi han annexionat nous cossos, per passar a formar part de la casa. Cal destacar la cantonada amb carreus ben escairats i les finestres també amb carreus. La façana que dona a l'església està totalment arremolinada i les finestres són d'època contemporània. La part de la casa que dona al carrer Major també ha estat molt modificada.

## Història
La casa va ser bastida o reconstruïda per la família Puig a finals del segle xvi, tal com constata la llinda amb la inscripció "P. Puix 1597". Està situada al sector del Puigdevall, dins de l'antiga força de la població. Actualment és una casa destinada a turisme rural i és coneguda comercialment com a can Bayre, nom utilitzat pels propietaris de l'establiment. El nom de Queló o Caló, prové del diminutiu del nom Miquel.